# Pasión prohibida
A Pasión prohibida (Tiltott szenvedély), egy 2013-as amerikai telenovella a Telemundótól. Főszereplői: Mónica Spear, Jencarlos Canela, Roberto Vander és Rebecca Jones. A sorozatot 2013. január 22-én 20:00 órai kezdettel mutatta be a Telemundo. A 2008-as Tiltott szerelem feldolgozása. Magyarországon még nem vetítették.

## Történet
|  | Alább a cselekmény részletei következnek! |

Bianca Santillana édesanyját, Flaviát hibáztatja édesapja haláláért. Flavia szemet vetett a gazdag és befolyásos Arielre. Bianca, hogy bosszút álljon édesanyján feleségül megy Arielhez. Hamarosan azonban beleszeret annak unokaöccsébe, Brunoba.
|  | Itt a vége a cselekmény részletezésének! |

## Szereplők

### Főszereplők
| Színész(nő)       | Szerepnév                     | Megjegyzés                                                        |
| ----------------- | ----------------------------- | ----------------------------------------------------------------- |
| Mónica Spear      | Bianca Santillana de Piamonte | Flavia és Martín lánya, Penélope testvére, Ariel felesége         |
| Jencarlos Canela  | Bruno Hurtado Piamonte        | Gerardo fia, Ariel unokaöccse                                     |
| Roberto Vander    | Ariel Piamonte                | Nina és Santiago édesapja, Bruno nagybátyja, Bianca férje         |
| Mercedes Molto    | Denis Lefevre 'Mademoiselle'  | Nina és Santiago nevelőnője                                       |
| Rebecca Jones     | Flavia Santillana             | Bianca és Penélope édesanyja                                      |
| Henry Zakka       | Guillermo Arredondo           | Nuria férje, Nicolás édesapja                                     |
| Jorge Consejo     | Nicolás Arredondo             | Guillermo és Nuria fia, Penélope férje                            |
| Carmen Aub        | Nina Piamonte                 | Ariel és Isabel lánya, Santiago nővére                            |
| Sabrina Seara     | Penélope Santillana           | Flavia és Martín lánya, Bianca testvére, Nicolás felesége         |
| Beatriz Monroy    | Celeste Barrera               | Alkalmazott a Piamonte-házban, Salomon felesége, Camila édesanyja |
| Rubén Morales     | Salomon Barrera               | Alkalmazott a Piamonte-házban, Celeste férje, Camila édesapja     |
| Marisela González | Francisca Piamonte            | Ariel testvére                                                    |
| Martha Pabón      | Nuria de Arredondo            | Guillermo felesége, Nicolás édesanyja                             |
| Liannet Borrego   | Katia                         | Alkalmazott a Santillana-házban                                   |
| Sharlene Taule    | Camila Barrera                | Alkalmazott a Piamonte-házban, Salomon és Celeste lánya           |
| Priscila Perales  | Eliana Ramírez                | Bruno barátnője                                                   |
| Gisella Aboumrad  | Tere López                    | Alkalmazott a Piamonte-házban                                     |
| Pepe Gámez        | Yair Duarte                   | Sofőr a Piamonte-házban                                           |
| Nikolás Caballero | Santiago Piamonte             | Ariel és Isabel fia, Nina testvére                                |

### Vendég- és mellékszereplők
| Színész(nő)           | Szerepnév           | Megjegyzés                                |
| --------------------- | ------------------- | ----------------------------------------- |
| Andrés Miguel Escobar | Samuel              | Bruno barátja                             |
| Bettina Grand         | Carolina de Ramírez | Germán felesége, Eliana édesanyja         |
| Carlos Cuervo         | Ramiro              | Yair munkatársa a hajón                   |
| Carolina Delgado      |                     |                                           |
| Edwin Dorado          |                     | Anyakönyvvezető Ariel és Bianca esküvőjén |
| Estefany Oliveira     | Paula               | Nina barátnője                            |
| Héctor Soberón        | Martín Santillana   | Flavia férje, Bianca és Penélope édesapja |
| Hely Ferrigny         | Germán Ramírez      | Carolina férje, Eliana édesapja           |
| Jorge Quadreny        |                     |                                           |
| José Manuel Cestari   | Sergio              |                                           |
| Kary Musa             | María               | Eliana barátnője                          |
| Leslie Stewart        | Isabel de Piamonte  | Nina és Santiago édesanyja                |
| Lina Maya             |                     |                                           |
| Luke Grande           | Emilio Herrera      |                                           |
| Miguel Ángel Tovar    | Sebastián           | Nina barátja                              |
| Omar Robau            |                     |                                           |
| Pablo Quaglia         | Gabriel             | Halász                                    |
| Randy Melgarejo       |                     | Orvos                                     |
| Ricardo Herranz       | Iván                | Flavia szeretője                          |
| Salim Rubiales        | Saúl                | A Piamonte-család "sofőrje"               |
| Tomas Doval           |                     | Flavia ügyvédje                           |
| Wdeth Gabriel         | Sylvia              | Flavia barátnője                          |

## Korábbi verzió
A 2008-ban készült török Tiltott szerelem Beren Saat, Kıvanç Tatlıtuğ, Selçuk Yöntem és Nebahat Çehre főszereplésével.